# Jesús Alberto Gutiérrez
Jesús Alberto Gutiérrez Bermúdez (17 de noviembre de 2006) es un deportista mexicano que compite en natación adaptada. Ganó una medalla de bronce en los Juegos Paralímpicos de París 2024, en la prueba de 400 m libre (clase S6).

## Palmarés internacional
| Juegos Paralímpicos | Juegos Paralímpicos | Juegos Paralímpicos | Juegos Paralímpicos |
| Año                 | Lugar               | Medalla             | Prueba              |
| ------------------- | ------------------- | ------------------- | ------------------- |
| 2024                | París (Francia)     | Medalla de bronce   | 400 m libre S6      |